# Hypselobarbus kurali
Hypselobarbus kurali är en fiskart som beskrevs av Menon och Rema Devi, 1995. Hypselobarbus kurali ingår i släktet Hypselobarbus och familjen karpfiskar. IUCN kategoriserar arten globalt som livskraftig. Inga underarter finns listade i Catalogue of Life.